# Штраден
Штраден (нім. Straden) — ярмаркова комуна  (нім. Marktgemeinde)  в Австрії, у федеральній землі Штирія.
Входить до складу округу Зюдостштайєрмарк. Населення становить 1,550 осіб (станом на 31 грудня 2013 року). Займає площу 19 км².